# Гавайська сорочка

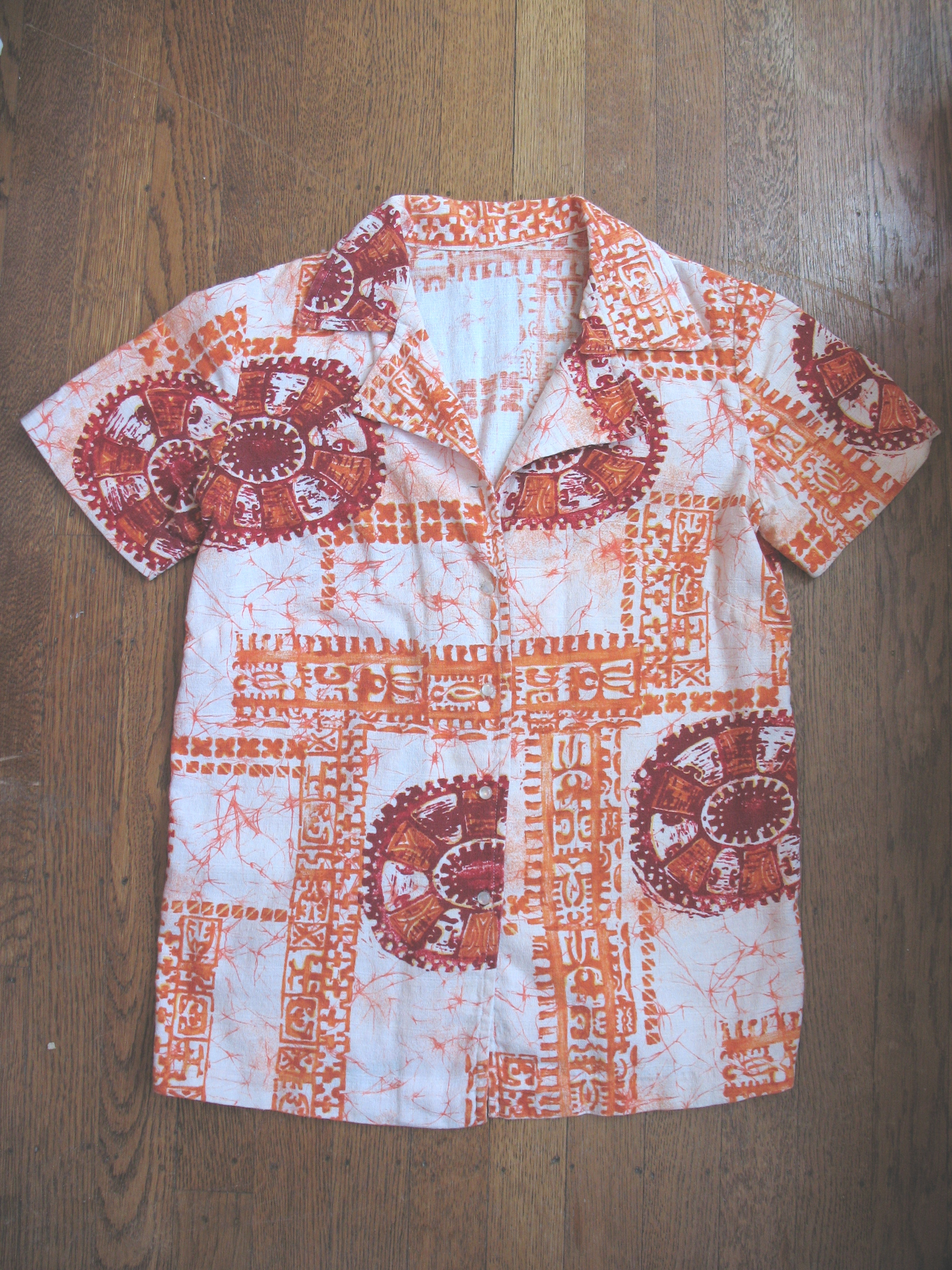
Вінтажна гавайська сорочка 1960-х років

Гавайська сорочка (англ. Hawaiian shirt, aloha shirt) — стиль сорочок, що походить із Гаваїв. Це сорочки з візерунком, коміром і короткими рукавами. Зазвичай вони застібаються на ґудзики на усю довжину сорочки. Традиційні гавайські сорочки прикрашені полінезійськими орнаментами, або звичайними квітковими візерунками більш приглушених кольорів. Втім, сучасні гавайські сорочки можуть мати принти без традиційних полінезійських та квіткових малюнків, а натомість містити напої, пальми, дошки для серфінгу чи інші острівні тропічні елементи у подібній формі. Більшість сорочок має стандартну кишеню на грудях зліва, нашиту таким чином щоб не порушувати вигляд малюнка. Форма крою пряма і вільна, а тканина тонка і легка (зазвичай — це шовк, рідше — бавовна), що підходить для носіння у спекотному кліматі. Гавайські сорочки можуть носити як чоловіки так і жінки. Для жіночих сорочок характерний більш глибокий V-подібний комір. 
На Гаваях їх носять як в якості повсякденного, так і в якості неофіційного ділового стилю, замість звичайної ділової сорочки з краваткою. На сьогоднішній день гавайські сорочки є провідним предметом експорту текстильної промисловості Гаваїв.